# Estación Maquinista Savio
Maquinista Savio es una estación ferroviaria ubicada en la localidad homónima, en el partido de Escobar, provincia de Buenos Aires, Argentina.

## Servicios
Es una estación intermedia del servicio diésel suburbano servido entre las estaciones Victoria y Capilla del Señor. En su actualidad, el servicio de trenes llega hasta Los Cardales. 
Las vías férreas siguen hacia las estaciones de Vagués,  con sentido a Luján, San Antonio de Areco, Pergamino y Río Cuarto. Hasta el año 1978 existía un servicio que unía Retiro con Río Cuarto. Hacia 1992 dejan de prestar los servicios de pasajeros a estación Pergamino y pasan a llegar solamente hasta estación Capilla del Señor.

## Ubicación
- Avenida: Juan Beliera.

## Historia
Ubicada entre las estaciones Garín y Matheu, y anteriormente llamada Parada km 48, el nuevo nombre de la estación homenajea a Francisco Savio, maquinista que en el año 1926 logró el récord sudamericano de velocidad ferroviaria al mando de la locomotora North British Loc. Co. Limited clase PS 10, numerada "191", llamada "Emperatriz" (hoy recuperada en Talleres Pérez).
La estación remodelada fue reinaugurada el día 24 de agosto de 1968, y para la ocasión se realizó un viaje especial en tren con distintas autoridades. La formación fue remolcada por la misma máquina con la que Savio había logrado el récord 42 años antes.
Durante la época de FA los trenes 2193 y 2194 hacían parada facultativa en esta estación.